# Естелнік
Естелнік (рум. Estelnic) — село у повіті Ковасна в Румунії. Адміністративний центр комуни Естелнік.
Село розташоване на відстані 185 км на північ від Бухареста, 42 км на північний схід від Сфинту-Георге, 68 км на північний схід від Брашова.

## Населення
За даними перепису населення 2002 року у селі проживали 856 осіб.
Національний склад населення села:
| Національність | Кількість осіб | Відсоток |
| -------------- | -------------- | -------- |
| угорці         | 844            | 98,6%    |
| румуни         | 10             | 1,2%     |

Рідною мовою назвали:
| Мова      | Кількість осіб | Відсоток |
| --------- | -------------- | -------- |
| угорська  | 846            | 98,8%    |
| румунська | 10             | 1,2%     |